# 福雷斯特 (印地安納州)
福雷斯特（英語：Forest）是位於美國印地安納州克林頓縣的一個非建制地區。該地的面積和人口皆未知。

## 地理
福雷斯特的座標為40°22′25″N 86°19′58″W / 40.37361°N 86.33278°W，而該地的平均海拔高度為268米（即878英尺）。